# Whole New Mess
Whole New Mess è il quinto album in studio della cantante statunitense Angel Olsen, pubblicato nel 2020. L’album è stato definito dalla Olsen stessa come “ album gemello di All Mirrors”, questo perché Whole New Mess contiene tutti i brani presenti in All Mirrors al loro stato grezzo, ovvero una versione acustica.
Oltre alle versioni grezze dei brani di All Mirrors sono presenti due brani inediti: La traccia che il titolo all’album, Whole New Mess, e l’inedito Waving, smiling.

## Tracce
1. Whole New Mess – 3:42
2. Too Easy (Bigger Than Us) – 2:32
3. (New Love) Cassette – 2:50
4. (We Are All Mirrors) – 2:36
5. (Summer Song) – 4:09
6. Waving, Smiling – 3:52
7. Tonight (Without You) – 4:01
8. Lark Song – 6:30
9. Impasse (Workin' for the Name) – 3:48
10. Chance (Forever Love) – 5:29
11. What It Is (What It Is) – 2:36